# Luke Abraham
Pour les articles homonymes, voir Abraham (patronyme).
Pas d'image ? Cliquez ici

a Compétitions nationales et continentales officielles uniquement.

Dernière mise à jour le 21 avril 2014.
Luke Abraham, né le 26 septembre 1983, est un ancien joueur de rugby à XV. Il a évolué au poste de troisième ligne aile (1,88 m et 104 kg) au sein des effectifs des Sale Sharks et du LOU Rugby.

## Carrière
- 2002-2008 : Leicester Tigers
- 2008-2010 : Sale Sharks
- 2010-2012 : Lyon OU

Après avoir intégré jeune l'école de rugby à 15 ans, il a connu les équipes de jeunes comme les sélections de jeunes de l'Angleterre. Depuis 2002, il fait des apparitions en équipe première, il est encore jeune et la concurrence des jeunes est rude à ce poste jeune. En 2012, il met un terme à sa carrière à seulement 28 ans en raison  d'une blessure au ménisque interne du genou droit.